# Paenibacillus polymyxa
Paenibacillus polymyxa es una especie de bacteria grampositiva de la que se obtienen varios antibióticos. Es la especie tipo de su género.

## Microbiología
Habita en la rizosfera de hierbas y otras plantas como el trigo, además de ser capaz de fijar el nitrógeno. Forma cápsulas de levan al fermentar la sacarosa, es anaerobia facultativa y nitrato reductasa-positiva.

## Aplicaciones
De las distintas cepas de Paenibacillus polymyxa se obtienen las polimixinas, antibióticos con actividad contra las bacterias gramnegativas. Las más usadas son la polimixina B y la colistina (polimixina E) debido a que son las menos nefrotóxicas. También producen fusaricidinas, lipopéptidos activos contra hongos y bacterias gramnegativas.